# Kung (village)
Pour les articles homonymes, voir Kung.
Kung (ou Kong) est un village du Cameroun situé dans la région du Nord-Ouest, le département du Menchum et l'arrondissement de Fungom (commune de Zhoa), à proximité du lac Nyos et de la frontière avec le Nigeria. C'est aussi le siège d'une chefferie traditionnelle de 2e degré.

## Population
Lors du recensement de 2005, le village comptait 1 036 habitants.
C'est pratiquement le seul village où l'on parle le kung, une langue bantoïde méridionale des Grassfields moribonde qui lui doit son nom.